# María Vicenta Mestre Escrivá

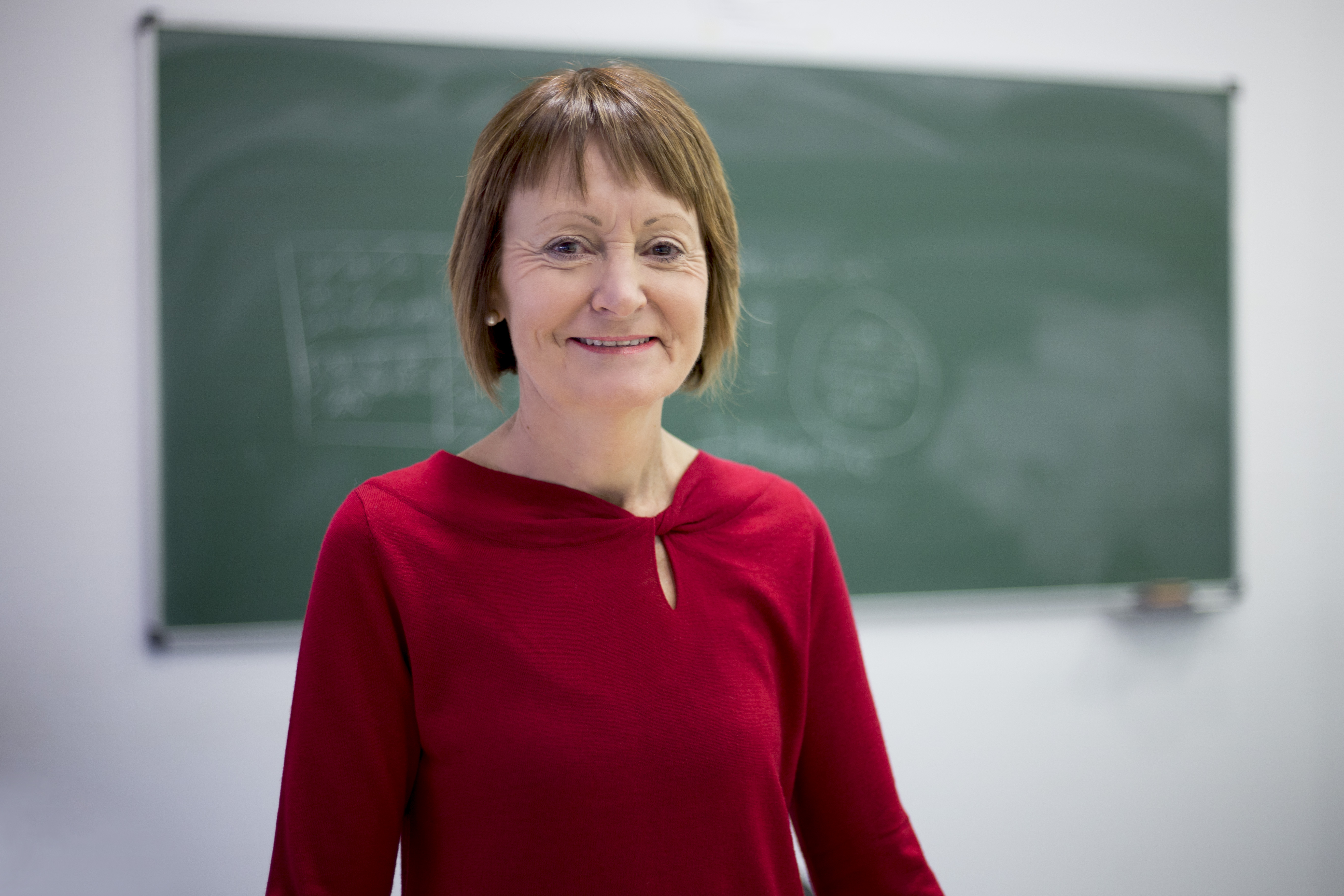
María Vicenta Mestre Escrivá

María Vicenta Mestre Escrivá (Oliva, Valencia 1956), conocida como Mavi Mestre, es Profesora de la Facultad de Psicología de la Universitat de València, Catedrática de Psicología Básica, su actividad científica se centra en los procesos socioculturales, de socialización, emociones y variables de personalidad asociados con la empatía y la conducta de ayuda en niños, adolescentes y jóvenes, así como los relacionados con la agresividad y la conducta desadaptada. Desde 2010 es Vicerrectora de Ordenación Académica, Profesorado y Sostenibilidad de la Universitat de València, y anteriormente fue Vicerrectora de Estudios de esta institución.
En el año 2018 se convirtió en la primera mujer elegida Rectora de la Universidad de Valencia.

## Biografía
Mavi Mestre nació en Oliva en el seno de una familia valenciana dedicada a la actividad agrícola. Cursó sus estudios en el instituto Gregori Maians de su ciudad natal y consiguió una beca salario para estudiar en la Universitat de València. En 1978 obtuvo la Licenciatura en Filosofía y Ciencias de la Educación, en las especialidades de Psicología y de Ciencias de la Educación. Además, fue distinguida con el Premio Nacional a los mejores Becarios y con el Premio Extraordinario de Licenciatura. Doctora en Psicología por la Universitat de València, en 1981, obtuvo asimismo el Premio Extraordinario de Doctorado.
Casada y madre de dos hijas, Mavi Mestre siempre ha defendido la importancia de la conciliación entre la vida personal y familiar con las actividades profesionales, y ha trabajado contra las brechas que han impuesto techos de cristal a la incorporación de la mujer a la actividad profesional.

## Actividad docente
Comenzó su trayectoria docente en la Universitat de València en 1978 como profesora contratada hasta que accedió a una plaza de Profesora Titular en 1986. Desde 2001 es Catedrática de Psicología Básica. Su actividad docente se centra en materias sobre adolescentes en riesgo y familia, que imparte en titulaciones de Grado y Máster de la Facultat de Psicologia de la Universitat de València y en otras universidades españolas y extranjeras. Tiene reconocidos seis quinquenios docentes.

## Actividad investigadora
En su vertiente investigadora destaca, entre otros proyectos, por dirigir como investigadora principal el grupo ISIC (Institutos Superiores de Investigación Cooperativa) sobre fortalecimiento personal, inclusión social y calidad de vida, dentro de programa para la creación y fortalecimiento de redes de investigación de excelencia. Dentro del programa PROMETEO de excelencia científica dirigió un proyecto sobre “Factores de protección y de vulnerabilidad en la adolescencia ante la agresividad y el consumo de drogas: Un estudio longitudinal y transcultural”, coordinado con la universidad de Misuri y el CONICET de Buenos Aires (2011-2014). En la actualidad y dentro del programa PROMETEO II, dirige el proyecto “Competencia socioemocional y personal como prevención de la conducta desadaptada: una propuesta de evaluación e intervención”.
También ha sido investigadora principal en diferentes proyectos de ámbito nacional sobre violencia y victimización en la adolescencia; resiliencia y vulnerabilidad en la infancia y la adolescencia; intervención con menores en situación de riesgo social y pobreza; bienestar e integración de los adoptados internacionales; y en programas de educación intercultural. Ha elaborado y evaluado planes de igualdad de oportunidades para mujeres y hombres para la Generalitat Valenciana.
Es autora de más 160 artículos en revistas nacionales e internacionales, la mayoría indexadas en el Science Citation Index y con elevados factores de impacto en el campo de la Psicología. Ha publicado 23 libros y 49 capítulos de libros en editoriales españolas y extranjeras, y ha dirigido 19 tesis doctorales. Tiene reconocidos seis sexenios de investigación.
Asimismo, participa en la International Association of Applied Psychology (IAAP), en la Sociedad Interamericana de Psicología, en la Junta directiva de la Sociedad de Ansiedad y Estrés, y en la Sociedad Española de Historia de la Psicología.

## Gestión académica
Es miembro del Claustro de la Universitat de València y ha sido Secretaria del Departamento de Psicología Básica (1994-1998), Vicedecana de la Facultad de Psicología (2001-2002), Decana de la Facultad de Psicología (2002-2006), Vicerrectora de Estudios (2006-2010) y Vicerrectora de Ordenación Académica, Profesorado y Sostenibilidad de la Universitat de València (2010- enero 2018).
En el ámbito nacional, es Secretaria Ejecutiva de la comisión sectorial de Asuntos Académicos, así como de la de Sostenibilidad, de la Conferencia de Rectores de la Universidades Españolas (CRUE).
Mestre ha defendido y fomentado el acceso de la mujer a los cargos de responsabilidad y la conciliación de la vida profesional y familiar con las actividades profesionales.
El 30 de abril de 2022 relevó a Amparo Mañés, directora de la Unitat d’Igualtat de la Universitat de València. Esta destitución se anunció poco después de un tuit en el que Amparo Mañés declaraba que "Mujer es la hembra humana adulta", por lo que algunos han visto en el tuit la causa de la destitución. El 9 de junio de 2022 cesó al director del Servei de Política Lingüística de la Universitat de València, Ferran Suay, con "carácter inmediato", por unos comentarios machistas.

## Impulso a programas singulares
Es directora e impulsora del Programa MOTIVEM, que comprende una escuela de formación del profesorado, y que tiene por objetivo potenciar la generación de ideas emprendedoras en equipo por parte del alumnado, para motivar y fomentar el espíritu emprendedor y la creación de nuevas empresas por parte de los titulados universitarios.
Dirige la Unidad para la Integración de Personas con Discapacidad de la Universitat de València, que vela por el principio de igualdad de oportunidades y coordina todos los programas de atención a las personas con necesidades especiales derivadas de una condición de discapacidad.